# Patrick Grady

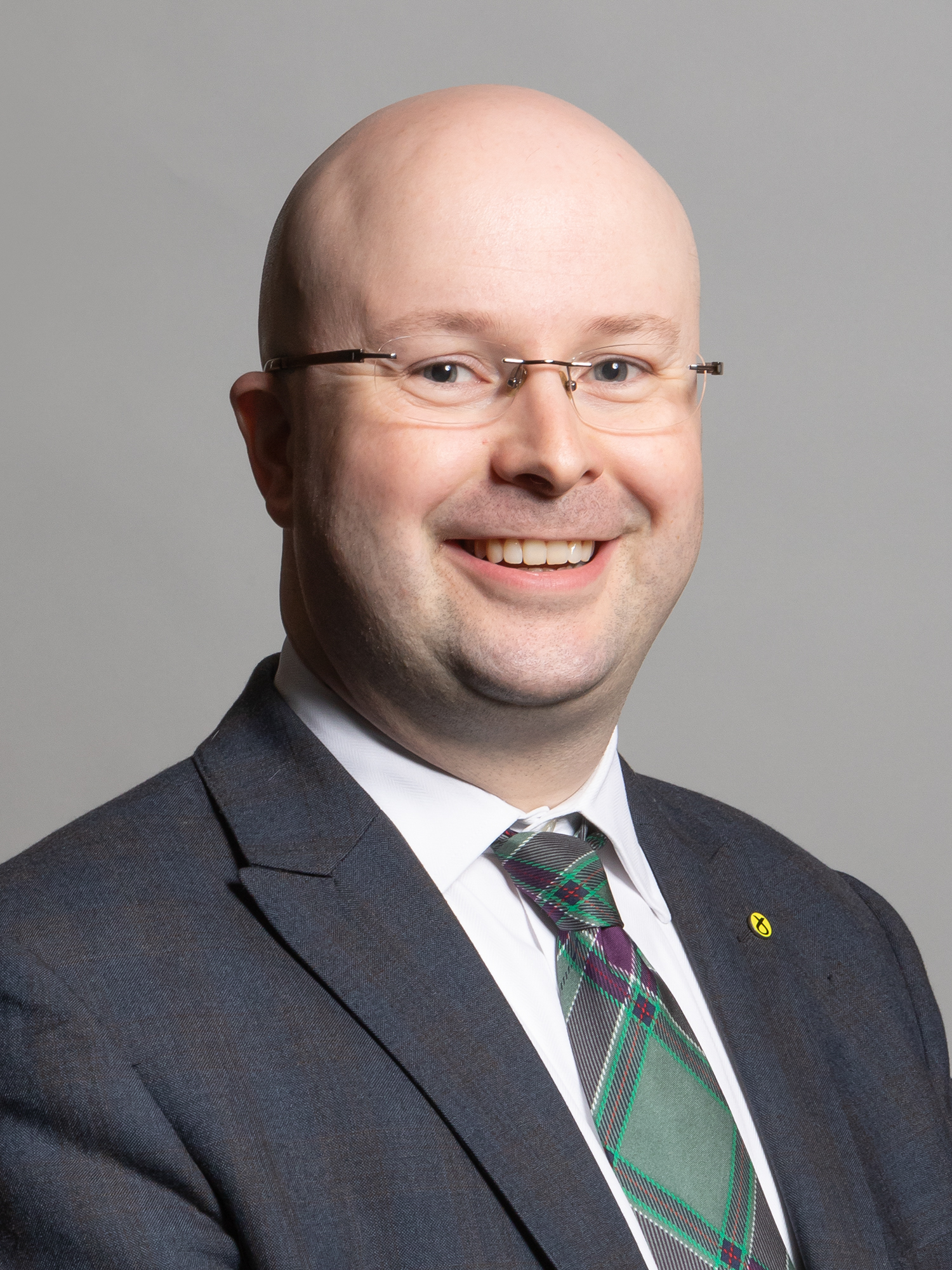
Patrick Grady

Patrick Grady (* 5. Februar 1980 in Inverness) ist ein schottischer Politiker der Scottish National Party (SNP).

## Leben
McGarry wurde 1980 in Inverness in Highland geboren. Nachdem er zum Studium nach Glasgow gezogen war, verlegte er seinen Lebensmittelpunkt in die Stadt. Er war auch in London und Malawi tätig.

## Politischer Werdegang
Im Alter von 17 Jahren trat Grady in die SNP ein. Im Vorfeld des schottischen Unabhängigkeitsreferendums 2014 leitete er die SNP-Kampagne im Wahlkreis Glasgow Kelvin.
Bei den britischen Unterhauswahlen 2015 kandidierte Grady im Wahlkreis Glasgow North. Er trat dabei gegen die Labour-Abgeordnete Ann McKechin an, welche das Wahlkreismandat seit dessen Einführung 2005 innehatte. Nach massiven Stimmgewinnen der SNP bei diesen Wahlen erreichte Grady mit 53,1 % den höchsten Stimmenanteil und zog in der Folge erstmals in das britische Unterhaus ein. Dort ist er Mitglied des Procedure Committee und fungiert als Parteisprecher für internationale Entwicklung. Bei den vorgezogenen Unterhauswahlen 2017 hielt Grady trotz Stimmverlusten das Wahlkreismandat.